# Marea Cometă din 1843
Marea Cometă din 1843, denumită și Marea cometă din martie precum și C/1843 D1, potrivit terminologiei științifice, este o cometă razantă cu Soarele care aparține grupul Kreutz care a fost observată pentru prima oară la 5 februarie 1843 și pentru ultima dată la 19 aprilie din același an

## Observații
Apărând pe cer la 5 februarie 1843, cometa a trecut la periheliu la 27 februarie 1843, la doar 0,0055 ua de Soare. Strălucirea sa, întrecând-o pe aceea a Marii Comete din 1811, era atât de mare încât a devenit vizibilă, cu ochiul liber, în timpul zilei.
Cometa a trecu cel mai aproape de Pământ la data de 6 martie 1843, la 0,84 ua. Coada sa, care prezenta două ramuri, se întindea pe o distanță de 2 ua, ceea ce o făcea cea mai lungă observată vreodată până atunci. Abia în 1996, Cometa Hyakutake a depășit-o, cu o coadă de două ori mai lungă.
Astrul a fost observat, pentru ultima oară la 19 aprilie 1843.

## În cultura populară
Marea Cometă din 1843 apare în a doua parte a filmului german Die andere Heimat ieșit pe ecrane în 2013. Cometa însoțește anii de mizerie, de recolte slabe și de perturbări climatice în Renania, locul acțiunii filmului.